# Benton (miasto)
Benton – miasto w Stanach Zjednoczonych, w stanie Wisconsin, w hrabstwie Lafayette.